# Paz de Cálias
Paz de Cálias foi um suposto tratado estabelecido em torno de 449 a. C. entre a Liga de Delos (liderada por Atenas) e a Pérsia, terminando as Guerras Greco-Persas. A paz foi acordada como o primeiro tratado de compromisso entre o Império Aquemênida e uma cidade grega.[carece de fontes?]
A paz foi negociada por Cálias, um político ateniense. A Pérsia tinha continuamente perdido território para os gregos após o fim da invasão de Xerxes I, em 479 aC. A data exata do tratado é debatida, embora seja geralmente colocado depois da Batalha do Eurimedonte em 469. A Paz de Cálias deu autonomia para os Estados da Jônia na Ásia Menor e proibiu navios persas no Mar Egeu. Atenas também concordou em não interferir nas posses de Pérsia na Ásia Menor, Chipre, Líbia e do Egito (Atenas tinha perdido recentemente uma frota que apoiava uma revolta egípcia contra a Pérsia).